# Brime de Urz (kommunhuvudort)
Brime de Urz är en kommunhuvudort i Spanien.   Den ligger i provinsen Provincia de Zamora och regionen Kastilien och Leon, i den nordvästra delen av landet, 250 km nordväst om huvudstaden Madrid. Brime de Urz ligger 760 meter över havet och antalet invånare är 147.
Terrängen runt Brime de Urz är huvudsakligen platt, men norrut är den kuperad. Terrängen runt Brime de Urz sluttar söderut. Runt Brime de Urz är det glesbefolkat, med 11 invånare per kvadratkilometer. Närmaste större samhälle är Benavente, 16,6 km öster om Brime de Urz. Trakten runt Brime de Urz består till största delen av jordbruksmark.